# Emitter coupled logic
Pour les articles homonymes, voir ECL.

Schéma ECL Motorola

Emitter Coupled Logic ou Logique à émetteurs couplés (ECL) est une technologie de circuits logiques permettant un niveau de performances supérieur à la technologie TTL moyennant une consommation bien plus importante.
La technologie ECL a eu son heure de gloire à l'époque du supercalculateur Cray-1, entièrement réalisé en logique ECL. Pour la conception de circuits logiques et numériques, elle a été supplantée par d'autres technologies (TTL, NMOS, CMOS, HCMOS, LVCMOS, etc.) qui corrigent la plupart de ses inconvénients, notamment en termes de consommation électrique et de miniaturisation. Elle constitue cependant encore la seule alternative crédible pour la réalisation de portes logiques très rapides, typiquement au-delà de 10 Gbit/s, et trouve de nombreuses applications dans le cadre des télécommunications sur fibre optique.